# ぶいかふぇ♪
『ぶいかふぇ♪』（英：V-Cafe）は、文化放送で放送されているラジオ番組、また同名のライブイベント。番組ハッシュタグは「#ぶいかふぇ」。

## 番組内容
ラジオ『ぶいかふぇ♪』は、毎週ゲストとして、後述する同名のライブイベント「ぶいかふぇ♪」に参加するVtuber（2名〜3名）が登場し、トークを行う30分番組である。文化放送が運営する総合プラットフォームQloveRでは、番組のアーカイブやおまけパートの配信も行われている。
文化放送が年間キャンペーンキャッチとして掲げる「好きがつながる 文化放送」を元にした、人気VTuberを起用した深夜番組として、「名取さなの毒にも薬にもならないラジオ」および「千代浦蝶美のちよっと夜更かししていかない?」とともに開始した。
2024年3月29日（28日深夜）をもって東海ラジオでのネットは終了した。
2024年5月3日（2日深夜）をもって、初代パーソナリティの南登かなるが卒業。後任には、白雪みしろ、nah、都みゆり、Mirea Sheltzs、早乙女あずき、星影ラピスの6名が不定期交代でパーソナリティを務めた。2025年4月からは各回ごとのチェンジングパーソナリティとなり、また放送日時・時間も不定期に変更となった。
番組の特徴として、南登は2023年7月18日の定例社長会見にて「局にお邪魔して社会科見学のような気分」、「収録は人類の人が目の前にいるのが違いますね。新鮮ですが、変なことは言えないなと努力してます」とVtuber活動との違いを評した。

## これまでのコーナー
各パーソナリティがリスナーからのメールに答えるコーナー。
| パーソナリティ | コーナー名                                 | 内容 |
| -------------- | ------------------------------------------ | --- |
| nah            | nahセレクト 今夜のプレイリスト！           | nahがリスナーから募集したテーマでプレイリストを作成、実況トークとともにお届けするコーナー                                                       |
| 白雪みしろ     | 白雪みしろの深夜のノリでやっちゃいますっ！ | 白雪みしろが、リスナーから募集したシチュエーションを、ランダムに変わるBGMに負けずに演じ分け、即興劇（エチュード）成立に挑戦する無茶ぶりコーナー |
| 都みゆり       | みゆりお姉さん、困っちゃう～               | リスナーから送られてきた、都みゆりが困りそうなシチュエーションや内容ASMR風に囁いて欲しい台詞を読んでもらうコーナー                              |
| Mirea Sheltzs  | Mireaさんと最恐のホラーゲームを考えよう！  | ホラーゲームが好きなMirea Sheltzsを満足させる「最恐のホラーゲーム」の設定をリスナーと一緒に考えるコーナー                                       |
| 早乙女あずき   | あずきオカン、聞いたって～！               | 早乙女あずき（あずきオカン）が、リスナーから送られてきた相談したいことや聞いてほしいことに対して答えるコーナー                                  |
| 星影ラピス     | 星影ラピスのバーチャル星占い～！           | 星影ラピスがリスナーから送られてきた悩みに対して、運勢を占うコーナー                                                                            |

## 放送回・ゲスト
ゲスト情報の出典は番組公式X、QloveRによる。

### 2023年
| 放送日    | 回 | パーソナリティ     | ゲスト                              |
| --------- | -- | ------------------ | ----------------------------------- |
| 7月6日    | 1  | 南登かなる         | 涼風しとら                          |
| 7月13日   | 2  | 南登かなる         | 兎彷魂あみゅ、野村にむ              |
| 7月20日   | 3  | 南登かなる         | 響ゆい、月待にゃも、nah             |
| 7月27日   | 4  | 南登かなる         | 犬塚いちご、さくぱん！、めぐ        |
| 8月3日    | 5  | 南登かなる         | Mirea Sheltzs、凛々咲               |
| 8月10日   | 6  | 南登かなる         | MiCosmiC★baby、紫乃咲ほのあ         |
| 8月17日   | 7  | 南登かなる         | ほしのディスコ、白餅だんご          |
| 8月24日   | 8  | 南登かなる         | 柚子花、織姫はるか                  |
| 8月31日   | 9  | 南登かなる         | 咲夜あずさ、Flare Rune              |
| 9月7日    | 10 | 南登かなる         | 苺咲べりぃ、桃瀬にな、星影ラピス    |
| 9月14日   | 11 | 南登かなる         | きつね、粛正罰丸                    |
| 9月21日   | 12 | 南登かなる         | エスター8（moca、海帝輝、夢澄爽馬） |
| 9月28日   | 13 | 南登かなる         | 早乙女あずき、ポコチーノ            |
| 10月5日   | 14 | 南登かなる         | 葉柳ちぐさ、茨むあん                |
| 10月12日  | 15 | 南登かなる         | 牙音舞米、乙夏れい                  |
| 10月19日  | 16 | 南登かなる         | ナギ、冠城のえる                    |
| 10月26日  | 17 | 南登かなる         | 石ころの石田。、月城セシル          |
| 11月2日   | 18 | 南登かなる         | 万咲、月深ツキ                      |
| 11月9日日 | 19 | 南登かなる         | 社ねる、渉海よひら                  |
| 11月16日  | 20 | 南登かなる         |                                     |
| 11月23日  | 21 | 南登かなる         |                                     |
| 11月30日  | 22 | 南登かなる         | 天満ニア、天使エル                  |
| 12月7日   | 23 | 南登かなる         | ひなの羽衣、なぃとめあ              |
| 12月14日  | 24 | 南登かなる         | 天曰ひよ、七海めあり                |
| 12月21日  | 25 | Mirea Sheltzs、nah |                                     |
| 12月28日  | 26 | 南登かなる         | 星影ラピス、マオ・シルフィーユ      |

### 2024年
| 放送日   | 回 | パーソナリティ           | ゲスト                                                   |
| -------- | -- | ------------------------ | -------------------------------------------------------- |
| 1月4日   | 27 | 南登かなる               | さくぱん！、兎彷魂あみゅ                                 |
| 1月11日  | 28 | 南登かなる               | ふぇりしあ・るるふるーる                                 |
| 1月18日  | 29 | 南登かなる               | 紗彩木ひそり                                             |
| 1月25日  | 30 | 南登かなる               | 凪                                                       |
| 2月1日   | 31 | 南登かなる               | 海月シェル、胡桃澤もも                                   |
| 2月8日   | 32 | 南登かなる               | 都みゆり、天璋院ひめの                                   |
| 2月15日  | 33 | 南登かなる               | 小滝らいり、夕月ティア                                   |
| 2月22日  | 34 | 南登かなる               | 森野めるん、久遠なつめ                                   |
| 2月29日  | 35 | 南登かなる               | 杏夜くもり、心寧はな                                     |
| 3月7日   | 36 | 南登かなる               | もかん、月城アオイ                                       |
| 3月14日  | 37 | 南登かなる               | 苺氷えな、唯宵りーな                                     |
| 3月21日  | 38 | 南登かなる               | 一条みりん、神楽音緒、天草フラン                         |
| 3月28日  | 39 | 南登かなる               | MUS1CA、蒼星すい                                         |
| 4月4日   | 40 | 南登かなる               | 時羽あいの、音街ひびき                                   |
| 4月11日  | 41 | 南登かなる               | 春霞みぃな、推手みゆ                                     |
| 4月18日  | 42 | 南登かなる               | G.I.N、小日向千虎、明堂しろね                            |
| 4月25日  | 43 | 南登かなる               | 歌星カノン、にじゅな                                     |
| 5月2日   | 44 | 南登かなる               | 白雪みしろ、猫瀬乃しん                                   |
| 5月9日   | 45 | 星影ラピス、早乙女あずき |                                                          |
| 5月16日  | 46 | nah                      | 魔ノ姫こあく、拠鳥きまゆ                                 |
| 5月23日  | 47 | nah                      | 宇井葉宙、鬼ヶ島くろめ                                   |
| 5月30日  | 48 | 星影ラピス               | 小純マアメ、大門地リューゴン                             |
| 6月6日   | 49 | 早乙女あずき             | BΣretta Crossrain、七篠さよ                              |
| 6月13日  | 50 | 早乙女あずき             | ころ調査隊、蜂屋ひまわり、冠城のえる                     |
| 6月20日  | 51 | 都みゆり                 | 愛咲よつのは、天海くりね、ミラ・ルプス、琴音リナ         |
| 6月27日  | 52 | 都みゆり                 | 犬塚いちご、狐々重あいる、愛魔めりあ、あまねもも、彷徨鈴 |
| 7月4日   | 53 | 白雪みしろ               | キョンシーのCiちゃん、たみー                             |
| 7月11日  | 54 | 白雪みしろ               | 濡羽しゅあ、星乃みやこ、理原ひなり                       |
| 7月18日  | 55 | Mirea Sheltzs            | 飯田里穂、比羽沢れいら、空詩ぷるむ                       |
| 7月25日  | 56 | Mirea Sheltzs            | ククルア・クレイユ、笹百合ねね、天秤ひなみ               |
| 8月1日   | 57 | 星影ラピス               | 倉本えみり、藍川らいせ、神響うた                         |
| 8月8日   | 58 | 星影ラピス               | 恋白るな、323                                            |
| 8月15日  | 59 | nah                      | 花野彩晴、Cybill                                         |
| 8月22日  | 60 | nah                      | 春歌みこと、神月都                                       |
| 8月29日  | 61 | 白雪みしろ               | 黒兎ウル、馬車道はげみ、火乃鳥めら                       |
| 9月5日   | 62 | 白雪みしろ               | 天結ひいろ、鶴乃つる、魔ノむえる                         |
| 9月12    | 63 | 都みゆり                 | 銀灰まお、華糖シェリー、叶望ゆゆ                         |
| 9月19日  | 64 | 都みゆり                 | 日向ぽかり、龍惺ろたん                                   |
| 9月26日  | 65 | Mirea Sheltzs            | まゆる、ステラ・マクダウェル                             |
| 10月3日  | 66 | Mirea Sheltzs            | あくまメリル、倉田理音                                   |
| 10月10日 | 67 | 早乙女あずき             | 音枝優日、日向こがね、琴音ルナ、琴音リナ                 |
| 10月17日 | 68 | 早乙女あずき             | ベリーちゃん、Sifar、澄                                  |
| 10月24日 | 69 | 白雪みしろ               | 紫月るぴ、朝神えにゃ、愛蕾(Mele)                         |
| 10月31日 | 70 | 白雪みしろ               | 音羽ララ、まりなる、猫山みあ                             |
| 11月7日  | 71 | 星影ラピス               | Ridel.                                                   |
| 11月14日 | 72 | 星影ラピス               | 翠森アトリ、山寧恋、堕天しすた                           |
| 11月21日 | 73 | nah                      | 神崎メイサ、LuKia、MahiLu                                |
| 11月28日 | 74 | nah                      | 桜神くおん、羽奏こはく                                   |
| 12月5日  | 75 | 都みゆり                 | 星降あめる、神白ニア、赫灼燐                             |
| 12月12日 | 76 | 都みゆり                 | エリモ・クドリャフカ、狭韋川はゆり、月成るくす           |
| 12月19日 | 77 | 早乙女あずき             | 七原帝子、五木つかさ、狼朗ハツキ                         |
| 12月26日 | 78 | 早乙女あずき             | 織奏オロカ、音沙汰あんな、天使エル                       |

### 2025年
| 放送日  | 回 | パーソナリティ | ゲスト                                                                                       |
| ------- | -- | -------------- | -------------------------------------------------------------------------------------------- |
| 1月2日  | 79 | Mirea Sheltzs  | 天秤ひなみ、無常りんり、个亞巫めい                                                           |
| 1月9日  | 80 | Mirea Sheltzs  | 百瑠璃せいらん、ゆいまるちゃん、桃川うさぴ                                                   |
| 1月16日 | 81 | 白雪みしろ     | 鏡愛しゅくり、綵てまり                                                                       |
| 1月23日 | 82 | 白雪みしろ     | 真白ユキ、神咒まりあ、羽天ひより                                                             |
| 1月30日 | 83 | nah            | 桃寝ちのい、緑李しゃお、姫乃のえ                                                             |
| 2月6日  | 84 | nah            | ユノ・ミハナダ、錆多はがね                                                                   |
| 2月13日 | 85 | 早乙女あずき   | 縫薔薇いと、百瀬ヒバナ                                                                       |
| 2月20日 | 86 | 早乙女あずき   | 萌水団、しーせん、LiLY                                                                       |
| 2月27日 | 87 | 星影ラピス     | シマナガエナ、猫田リルカ、赤衣アカメ                                                         |
| 3月6日  | 88 | 星影ラピス     | チーシュ・カラメル、夢羽ヒメ、ミソラソラ                                                     |
| 3月13日 | 89 | Mirea Sheltzs  | 花冠あむる、さんそちゃん、後世ふゆう                                                         |
| 3月20日 | 90 | Mirea Sheltzs  | じゃんがりあん、がんばるぅ子、蓮希るい                                                       |
| 3月27日 | 91 | 都みゆり       | しゃいる、小宵、白餅だんご                                                                   |
| 4月6日  | 92 | 白餅だんご     | 雫川なのか、ココ・ショコラ、あかつきるき、都みゆり                                           |
| 4月27日 | 93 | 白餅だんご     | カカ・エツボニール、ミルミカ映々、永久不滅ゆるる、桜あおい、戌杜いたる、夢星もか、幽ヶ浦もち |
| 5月4日  | 94 | 兎彷魂あみゅ   |                                                                                              |

## リアルライブイベント
上述のラジオ番組と連動したリアルライブイベント。会場は秋葉原にある「トークライブ&バー from scratch」で、個人勢VTuberを中心に、毎回異なるVTuber（3〜6名）が出演して、ステージパフォーマンスを行う。2023年7月にスタートし、当初は毎週金曜の夜開催であった。
2024年1月には日曜開催、2024年5月からは再び金曜開催に戻るなど、数度の変遷を経たが、概ね金曜の夜、土・日・祝日の昼・夜いずれかに開催されている。
ライブの前後に現地限定の物販があるほか、ライブ後には出演者とのチェキ撮影やトークができる特典会の時間も設けられている。
出演者はLive2Dや3Dモデルでの出演が可能であり、OptiTrackのモーションキャプチャーシステムを用いてステージ上でライブパフォーマンスを行うため、スクリーンを隔てて、出演者と観客双方にとって臨場感のあるライブを体感できる。
2024年7月、ぶいかふぇ♪は1周年を迎え、周年企画として「①台北出張3Dライブの実施」「②大型オンラインライブの開催」「③公式YouTubeチャンネルの開設」「④ぶいかふぇ♪発のVTuberデビュー」が発表された。
2024年10月からは「ぶいかふぇ♪NEXT」という、出演するVtuberが「NEXTステージ」へと進むきっかけとなるライブイベントシリーズも開始された。
不定期で、大型のオンラインライブイベント「ぶいかふぇ♪FES」や「台北出張3Dライブ」の実施、「Caffeぶいかふぇ♪」や「フレフレッ！ぶいかふぇ♪学園」といった特別版のライブが行われることもある。
2025年4月30日から5月2日の3日間、大阪・関西万博において内閣府が主催する「アニメ・マンガ ツーリズム フェスティバル」にて、VTuber「ぶいかふぇ♪」アニソンステージが開催されることが発表された。

## これまでのイベント

### ぶいかふぇ♪
| 開催日               | タイトル | 出演者                                                                                  | 備考                                             |
| -------------------- | -------- | --------------------------------------------------------------------------------------- | ------------------------------------------------ |
| 2023年7月21日（夜）  | Vol.1    | MC：南登かなる 涼風しとら、兎彷魂あみゅ                                                 |                                                  |
| 2023年7月28日（夜）  | Vol.2    | MC：南登かなる 響ゆい、nah、兎彷魂あみゅ                                                |                                                  |
| 2023年8月4日（夜）   | Vol.3    | MC：南登かなる 月待にゃも、犬塚いちご、さくぱん！                                       |                                                  |
| 2023年8月11日（夜）  | Vol.4    | MC：南登かなる めぐ、Mirea Sheltzs、凛々咲                                              |                                                  |
| 2023年8月18日（夜）  | Vol.5    | MC：南登かなる 紫乃咲ほのあ、MiCosmiC★baby、Marcia、七海めあり、nah                     |                                                  |
| 2023年8月25日（夜）  | Vol.6    | MC：バーチャルほしのディスコ 白餅だんご、織姫はるか、海帝輝、夢澄爽馬、南登かなる       |                                                  |
| 2023年9月1日（夜）   | Vol.7    | MC：南登かなる 野村にむ、柚子花、Flare Rune、早乙女あずき                               |                                                  |
| 2023年9月8日（夜）   | Vol.8    | MC：南登かなる 咲夜あずさ、星影ラピス、Mirea Sheltzs、冠城のえる、ポコチーノ            |                                                  |
| 2023年9月15日（夜）  | Vol.9    | MC：南登かなる 桃瀬にな、苺咲べりぃ、涼風しとら、社ねる、小滝らいり、春雨ゆに           |                                                  |
| 2023年9月22日（夜）  | Vol.10   | MC：バーチャルほしのディスコ きつねさん、粛正罰丸、釣鐘シュン、moca、南登かなる         |                                                  |
| 2023年10月13日（夜） | Vol.11   | MC：南登かなる ナギ 、さくぱん！、紫乃咲ほのあ、七海めあり                              |                                                  |
| 2023年10月15日（昼） | Vol.12   | MC：南登かなる 葉柳ちぐさ 、茨むあん、Mirea Sheltzs、冠城のえる                         | 初の日曜日、2部制開催                            |
| 2023年10月15日（夜） | Vol.13   | MC：南登かなる 早乙女あずき 、牙音舞米、月待にゃも、ロゼ・フルール、乙夏れい            |                                                  |
| 2023年11月3日（夜）  | Vol.14   | MC：南登かなる 月深ツキ、月城セシル、石ころの山田。、冠城のえる、万咲                   |                                                  |
| 2023年12月8日（夜）  | Vol.15   | MC：南登かなる なぃとめあ、天使エル、天満ニア、月待にゃも                               | ※脅迫メールのため開催中止                        |
| 2023年12月15日（夜） | Vol.16   | MC：南登かなる ひなの羽衣、兎彷魂あみゅ、七海めあり、雅ゆん                             |                                                  |
| 2023年12月22日（夜） | Vol.17   | MC：nah Mirea Sheltzs、冠城のえる                                                       | ※南登かなるが出演キャンセル                      |
| 2023年12月29日（夜） | Vol.18   | MC：南登かなる 天曰ひよ、星影ラピス、早乙女あずき                                       | 年越しそばパーティー回                           |
| 2024年1月7日（夜）   | Vol.19   | MC：南登かなる 星影ラピス、マオ・シルフィーユ、兎彷魂あみゅ                             | 毎週日曜開催に変更 ※さくぱん！が出演キャンセル   |
| 2024年1月14日（夜）  | Vol.20   | MC：南登かなる 野村にむ、ふぇりしあ・るるふるーる                                       | ※桃瀬になが出演キャンセル                        |
| 2024年1月21日（夜）  | Vol.21   | MC：南登かなる Mirea Sheltzs、紗彩木ひそり、nah、冠城のえる                             |                                                  |
| 2024年1月28日（夜）  | Vol.22   | MC：バーチャルほしのディスコ 粛正罰丸、海帝輝、龍炎魔音、凪                             |                                                  |
| 2024年2月11日（夜）  | Vol.23   | MC：南登かなる nah、海月シェル、胡桃澤もも、白餅だんご                                  |                                                  |
| 2024年2月18日（夜）  | Vol.24   | MC：涼風しとら 小滝らいり、天璋院ひめの、都みゆり、夕月ティア                           |                                                  |
| 2024年2月25日（夜）  | Vol.25   | MC：南登かなる Mirea Sheltzs、Flare Rune、MiCosmiC★baby                                 |                                                  |
| 2024年3月3日（夜）   | Vol.26   | MC：nah 森野めるん、月深ツキ、久遠なつめ、冠城のえる                                    |                                                  |
| 2024年3月10日（夜）  | Vol.27   | MC：南登かなる Mirea Sheltzs、もかん、心寧はな、杏夜くもり                              |                                                  |
| 2024年3月17日（夜）  | Vol.28   | MC：早乙女あずき 月城セシル、月城アオイ、ふぇりしあ・るるふるーる、苺氷えな             |                                                  |
| 2024年3月31日（昼）  | Vol.29   | MC：早乙女あずき 唯宵りーな、一条みりん、神楽音緒、天草フラン                           |                                                  |
| 2024年3月31日（夜）  | Vol.30   | MC：蒼星すい 月待にゃも、MUS1CA、黒桐アリア                                             |                                                  |
| 2024年4月7日（夜）   | Vol.31   | MC：nah リリィ・シンフォニア、ダキ・スカーレット、音街ひびき、時羽あいの                |                                                  |
| 2024年4月14日（昼）  | Vol.32   | MC：南登かなる 七海めあり 、推手みゅ、夜想といき、春霞みぃな、パル・パチップ            |                                                  |
| 2024年4月14日（夜）  | Vol.33   | MC：冠城のえる 小日向千虎、橘シエナ 、明堂しろね、濡羽しゅあ                            |                                                  |
| 2024年4月21日（夜）  | Vol.34   | 織姫はるか、Mirea Sheltzs、G.I.N                                                        | ※宝蝶々えりが出演キャンセル                      |
| 2024年4月28日（夜）  | Vol.35   | MC：早乙女あずき にじゅな、稍麦、歌星カノン、御神楽すずめ、あまねもも                   |                                                  |
| 2024年5月17日（夜）  | Vol.36   | MC：nah 魔ノ姫こあく、春歌みこと、神月都、拠鳥きまゆ                                    | 毎週金曜・夜開催に変更                           |
| 2024年5月24日（夜）  | Vol.37   | MC：Mirea Sheltzs 彷徨鈴、鬼ヶ島くろめ、小純マアメ、宇井葉宙                            |                                                  |
| 2024年5月31日（夜）  | Vol.38   | MC：バーチャルほしのディスコ 大門地リューゴン、粛正罰丸、星影ラピス、マオ・シルフィーユ |                                                  |
| 2024年6月7日（夜）   | Vol.39   | MC：一条みりん 神楽音緒、藍川らいせ、七篠さよ、空詩ぷるむ、BΣretta Crossrain            |                                                  |
| 2024年6月14日（夜）  | Vol.40   | MC：早乙女あずき 白餅だんご、蜂屋ひまわり、ころ調査隊、花野彩晴                         |                                                  |
| 2024年6月21日（夜）  | Vol.41   | MC：愛咲よつのは 天海くりね、ミラ・ルプス、琴音リナ、羽天ひより                         |                                                  |
| 2024年6月28日（夜）  | Vol.42   | MC：Mirea Sheltzs 七海めあり、色瀬りま、涼風しとら、渉海よひら                          | 「深淵組×STARDUST VIRTUAL STUDIO×Mirea Sheltzs」 |
| 2024年6月29日（昼）  | Vol.43   | MC：都みゆり 冠城のえる、音街ひびき、紗彩木ひそり                                       |                                                  |
| 2024年6月29日（夜）  | Vol.44   | MC：犬塚いちご 狐々重あいる、愛魔 めりあ、月待にゃも、夜想といき                        |                                                  |
| 2024年7月5日（夜）   | Vol.45   | MC：nah たみー、海月シェル、キョンシーのCiちゃん                                        |                                                  |
| 2024年7月12日（夜）  | Vol.46   | MC：早乙女あずき 兎彷魂あみゅ、星乃みやこ、濡羽しゅあ、月城セシル                       |                                                  |
| 2024年7月27日（昼）  | Vol.47   | MC：白餅だんご 拠鳥きまゆ、魔ノ姫こあく、比羽沢れいら                                   |                                                  |
| 2024年7月27日（夜）  | Vol.48   | MC：久遠なつめ 理原ひなり、ククルア・クレイユ、笹百合ねね、天秤ひなみ                   |                                                  |
| 2024年8月9日（夜）   | Vol.49   | MC：早乙女あずき nah、天曰ひよ、宇井葉宙、詩香よい                                      |                                                  |
| 2024年8月10日（昼）  | Vol.50   | MC：一条みりん 神楽音緒、倉本えみり、冠城のえる、沫雪ゆうり、稍麦                       |                                                  |
| 2024年8月10日（夜）  | Vol.51   | MC：琴音リナ 恋白るな、蒼星すい、323、神響うた                                          |                                                  |
| 2024年8月16日（夜）  | Vol.52   | G.I.N、七海めあり、BΣretta Crossrain、キョンシーのCiちゃん、花野彩晴                    | ※台風7号のため公演中止                           |
| 2024年8月23日（夜）  | Vol.53   | MC：Mirea Sheltzs 月城アオイ、ふぇりしあ、七篠さよ                                      |                                                  |
| 2024年8月31日（夜）  | Vol.54   | MC：星影ラピス 白雪みしろ、猫瀬乃しん、黒兎ウル、馬車道はげみ                           |                                                  |
| 2024年9月6日（夜）   | Vol.55   | MC：冠城のえる 笹百合ねね、天秤ひなみ、火乃鳥めら、Cybill                               |                                                  |
| 2024年9月13日（夜）  | Vol.56   | MC：たみー 星乃みやこ、鶴乃つる、天結ひいろ、花野彩晴                                   |                                                  |
| 2024年9月14日（昼）  | Vol.57   | MC：魔ノ姫こあく 時羽あいの、拠鳥きまゆ、魔ノむえる、323                                |                                                  |
| 2024年9月14日（夜）  | Vol.58   | MC：濡羽しゅあ 銀灰まお、華糖シェリー、叶望ゆゆ、花丸ちよ                               |                                                  |
| 2024年9月20日（夜）  | Vol.59   | MC：海月シェル 白餅だんご、月待にゃも、日向ぽかり、明堂しろね                           |                                                  |
| 2024年10月4日（夜）  | Vol.60   | 月深ツキ、まゆる、ステラ・マクダウェル、あくまメリル                                    |                                                  |
| 2024年10月6日（昼）  | Vol.61   | 音街ひびき、龍惺ろたん、倉田理音、織姫はるか                                            |                                                  |
| 2024年10月11日（夜） | Vol.62   | 冠城のえる、琴音リナ、琴音ルナ、石ころの山田。、音枝優日                                | ※日向こがねが出演キャンセル                      |
| 2024年11月1日（夜）  | Vol.63   | MC：魔ノ姫こあく 春歌みこと、音羽ララ、ベリーちゃん、Sifar                              | ※この回からチケット料金が改定され、500円値上がり |
| 2024年11月9日（昼）  | Vol.64   | 早乙女あずき、澄、キョンシーのCiちゃん、神響うた、日向ぽかり                            |                                                  |
| 2024年11月9日（夜）  | Vol.65   | MC：理原ひなり 紫月るぴ、Ridel.、朝神えにゃ、愛蕾（Mele）                               |                                                  |
| 2024年11月16日（昼） | Vol.66   | MC：一条みりん 神楽音緒、倉本えみり、堕天しすた、山寧恋、翠森アトリ                     | 「ハコネクト×YUMEADO VANQUISH」第一部            |
| 2024年11月16日（夜） | Vol.67   | MC：明堂しろね 愛咲よつのは、天海くりね 、一条みりん、神楽音緒、藍川らいせ              | 「ハコネクト×YUMEADO VANQUISH」第二部            |
| 2024年11月22日（夜） | Vol.68   | Mirea Sheltzs、Alva、Cybill                                                             |                                                  |
| 2024年11月23日（夜） | Vol.69   | MC：白餅だんご nah、海月シェル、胡桃澤もも                                              | 「団子の会」（出演4人は「串カツ組」と呼ばれる）  |
| 2024年11月30日（昼） | Vol.70   | MC：天秤ひなみ 笹百合ねね、神崎メイサ、マクロ、星乃みやこ                               |                                                  |
| 2024年11月30日（夜） | Vol.71   | MC：久遠なつめ まりなる、猫山みあ、AbyssDIVA、鶴乃つる                                  |                                                  |
| 2024年12月6日（夜）  | Vol.72   | 桜神くおん、紗彩木ひそり、星降あめる、羽奏こはく、神白ニア                              |                                                  |
| 2024年12月14日（昼） | Vol.73   | 天璋院ひめの、なぃとめあ、エリモ・クドリャフカ、狭韋川はゆり、月成るくす                |                                                  |
| 2024年12月20日（夜） | Vol.74   | MC：拠鳥きまゆ 冠城のえる、響ゆい、月城セシル、七原帝子                                 |                                                  |
| 2024年12月21日（昼） | Vol.75   | MC：花野彩晴 ミルミカ映々、カカ・エツボニール、永久不滅ゆるる                           |                                                  |
| 2024年12月27日（夜） | Vol.76   | 月城アオイ、五木つかさ、狼朗ハツキ、赫灼燐、日向ぽかり                                  |                                                  |
| 2024年12月28日（昼） | Vol.77   | 夜想といき、餅月なこ、七海めあり、音沙汰あんな、じゃんがりあん                          | ※天結ひいろが出演キャンセル                      |
| 2024年12月28日（夜） | Vol.78   | MC：バーチャルほしのディスコ 粛正罰丸、織奏オロカ、極楽やご、蒼香まみや、水縹アオ       |                                                  |
| 2025年1月13日（昼）  | Vol.79   | 春歌みこと、七篠さよ、Cybill、詩香よい                                                  |                                                  |
| 2025年1月13日（夜）  | Vol.80   | MC：白餅だんご 花野彩晴、天海くりね、堕天しすた、銀灰まお                               |                                                  |
| 2025年1月18日（昼）  | Vol.81   | MC：濡羽しゅあ 323、百瑠璃せいらん、魔ノむえる、朝神えにゃ                              |                                                  |
| 2025年1月18日（夜）  | Vol.82   | TanZ、ゆいまるちゃん、鏡愛しゅくり、桃川うさぴ、日向ぽかり                              |                                                  |
| 2025年1月25日（昼）  | Vol.83   | MC：冠城のえる 桃寝ちのい、明堂しろね、小日向千虎、叶望ゆゆ                             |                                                  |
| 2025年1月25日（夜）  | Vol.84   | MC：nah にじゅな、比羽沢れいら、愛咲よつのは、翠森アトリ                                |                                                  |
| 2025年1月26日（昼）  | Vol.85   | 天秤ひなみ、笹百合ねね、魔ノ姫こあく、拠鳥きまゆ、あまねもも                            |                                                  |
| 2025年2月2日（昼）   | Vol.86   | MC：一条みりん Mirea Sheltzs、夕月ティア、真白ユキ、神楽音緒                            |                                                  |
| 2025年2月2日（夜）   | Vol.87   | MC：羽天ひより 神咒まりあ、涼風しとら、渉海よひら、宇井葉宙                             |                                                  |
| 2025年2月8日（昼）   | Vol.88   | 早乙女あずき、御神楽すずめ、ユノ・ミハナダ、錆多はがね、星影ラピス                      |                                                  |
| 2025年2月14日（夜）  | Vol.89   | 緑李しゃお、日向こがね、姫乃のえ、姫乃あいむ、エリモ・クドリャフカ                      |                                                  |
| 2025年2月15日（昼）  | Vol.90   | キョンシーのCiちゃん、理原ひなり、縫薔薇いと、Cybill、七原帝子                          |                                                  |
| 2025年2月15日（夜）  | Vol.91   | MC：花野彩晴 紫月るぴ、綵てまり、ふぇりしあ、まりなる                                   |                                                  |
| 2025年2月16日（昼）  | Vol.92   | 白餅だんご、323、天秤ひなみ、詩香よい、石ころの山田。                                   |                                                  |
| 2025年3月2日（昼）   | Vol.93   | MC：藍川らいせ 倉本えみり、萌水 団、龍惺ろたん、パル・パチップ                          |                                                  |
| 2025年3月2日（夜）   | Vol.94   | しーせん、LiLY、シマナガエナ、猫田リルカ、赫灼燐                                        |                                                  |
| 2025年3月8日（昼）   | Vol.95   | MC：拠鳥きまゆ 花冠あむる、チーシュ・カラメル、さんそちゃん、狐宙くお、銀埜ぽむ         |                                                  |
| 2025年3月8日（夜）   | Vol.96   | 冠城のえる、牙音舞米、明堂しろね、笹百合ねね、猫目石ネモ                                | ※火乃鳥めらが出演キャンセル                      |
| 2025年3月9日（夜）   | Vol.97   | 火華いる、甘噛ぱく、駆空なぎ、鶴乃つる、織姫はるか                                      |                                                  |
| 2025年3月15日（夜）  | Vol.98   | ゆいまるちゃん、琴音リナ、赤衣アカメ、華糖シェリー                                      | ※愛咲よつのはが出演キャンセル                    |
| 2025年3月16日（夜）  | Vol.99   | 魔ノ姫こあく、日向ぽかり、後世ふゆう、个亞巫めい、七篠さよ                              |                                                  |
| 2025年3月22日（昼）  | Vol.100  | MC：兎彷魂あみゅ 餅月なこ、夜想といき、魔ノむえる                                       | ※七海めありが出演キャンセル                      |
| 2025年3月22日（夜）  | Vol.101  | 久遠なつめ、たみー、詩香よい、CYBILL、怪盗少女ミル                                      |                                                  |
| 2025年3月23日（昼）  | Vol.102  | 星影ラピス、狼朗ハツキ、じゃんがりあん、柊さんた、小東ひとな、宇井葉宙                  |                                                  |
| 2025年3月23日（夜）  | Vol.103  | 春歌みこと、ミソラソラ、神月都、夢羽ヒメ、無常りんり                                    |                                                  |
| 2025年3月29日（夜）  | Vol.104  | milky Trap（白餅だんご、天秤ひなみ、323）                                               | ぶいかふぇ♪発ユニット「milky trap第1回定期公演」 |
| 2025年3月30日（夜）  | Vol.105  | 紗彩木ひそり、羽天ひより、しゃいる、蓮希るい、がんばるぅ子                              |                                                  |
| 2025年4月6日（昼）   | Vol.106  | Mirea Sheltzs、白砂つな、ミラ・ルプス、葉柳ちぐさ、猫目石ネモ                           |                                                  |
| 2025年4月6日（夜）   | Vol.107  | MC：エリモ・クドリャフカ 雫川なのか、堕天しすた、翠森アトリ、小宵                       |                                                  |
| 2025年4月12日（夜）  | Vol.108  | ココ・ショコラ、音枝優日、音沙汰あんな、冠城のえる                                      |                                                  |
| 2025年4月19日（昼）  | Vol.109  | 濡羽しゅあ、花丸ちよ、メルシュ、Ridel.、月深ツキ                                        |                                                  |
| 2025年4月19日（夜）  | Vol.110  | 花野彩晴、倉田理音、鏡愛しゅくり、あかつきるき、月魅暁りりか                            |                                                  |
| 2025年4月26日（昼）  | Vol.111  | MC:キョンシーのCiちゃん 桃川うさぴ、桜あおい、温々ねむみ、愛咲よつのは                  |                                                  |
| 2025年5月2日（夜）   | Vol.112  | 魔ノ姫こあく、拠鳥きまゆ、戌杜いたる、春歌みこと、音羽ララ                              |                                                  |
| 2025年5月3日（昼）   | Vol.113  | 天草フラン、蜂屋ひまわり、夢星もか、ハウラ・ヘルベル、笹百合ねね                        |                                                  |
| 2025年5月3日（夜）   | Vol.114  | 柚子花、彷徨鈴、日向ぽかり、未確認動物うまぴ、あまねもも                                |                                                  |
| 2025年5月4日（昼）   | Vol.115  | 幽ヶ浦もち、詩香よい、後世ふゆう、花野彩晴、夕月ティア                                  |                                                  |
| 2025年5月4日（夜）   | Vol.116  | しーせん、きら子、彩華すゞり、石ころの山田。、初凪おもち                                |                                                  |
| 2025年5月17日（昼）  | Vol.117  | 一条みりん、藍川らいせ、倉本えみり、夕凪季縁、じゃんがりあん                            |                                                  |
| 2025年5月18日（昼）  | Vol.118  | milkyTrap（白餅だんご、天秤ひなみ、323）                                                | 「milkyTrap第2回定期公演」                       |
| 2025年5月24日（昼）  | Vol.119  | MC:理原ひなり 花見鳥もち、らんちぅ寿希、ちゃまこ、小日向千虎                            |                                                  |
| 2025年5月24日（夜）  | Vol.120  | 海月シェル、蒼星すい、CYBILL、紫月るぴ、柊さんた                                        |                                                  |
| 2025年5月31日（昼）  | Vol.121  | 餅月なこ、夜想といき、七海めあり、ファム・ファタル、まゆる                              |                                                  |
| 2025年5月31日（夜）  | Vol.122  | 桃寝ちのい、赫灼燐、まりなる、Nanoha。、星影ラピス                                      |                                                  |
| 2025年6月1日（昼）   | Vol.123  | 小花依ある、アルバ、魔ノむえる、笹百合ねね                                              |                                                  |
| 2025年6月1日（夜）   | Vol.124  | 無常りんり、个亞巫めい、宇井葉宙、久遠なつめ                                            |                                                  |
| 2025年6月7日（昼）   | Vol.125  | MC：冠城のえる 七篠さよ、日向ぽかり                                                     |                                                  |
| 2025年6月7日（夜）   | Vol.126  | 百瑠璃せいらん、ふぇりしあ、猫目石ネモ                                                  |                                                  |
| 2025年月日           | Vol.127  |                                                                                         |                                                  |
| 2025年月日           | Vol.128  |                                                                                         |                                                  |
| 2025年6月15日（夜）  | Vol.129  | Mirea Sheltzs、花野彩晴、CYBILL                                                         |                                                  |
| 2025年6月21日（昼）  | Vol.130  | 音沙汰あんな、じゃんがりあん、あまねもも、澄                                            |                                                  |
| 2025年6月21日（夜）  | Vol.131  | 都みゆり、白餅だんご、織姫はるか、舞弦ウラ                                              |                                                  |
| 2025年6月22日（夜）  | Vol.132  | 一条みりん、神楽音緒、藍川らいせ                                                        |                                                  |

### ぶいかふぇ♪NEXT
| 開催日               | タイトル | 出演者                                                                           | 備考                                          |
| -------------------- | -------- | -------------------------------------------------------------------------------- | --------------------------------------------- |
| 2024年10月19日（昼） | Vol.1    | 紫吹まゆ、UzuMe、後世ふゆう、速水らいむ、夢眠ゆらめ、心導しるべ                  |                                               |
| 2024年10月19日（夜） | Vol.2    | 極楽やご、蒼香まみや、水縹アオ、夢深める、ぼすけ                                 |                                               |
| 2024年11月17日（昼） | Vol.3    | み音、乙撫嶺むい、縞子、星夜(ｾｲﾔ)、七八くまの、猫音こまり                        |                                               |
| 2024年11月17日（夜） | Vol.4    | 紫央なのは、波兎ちゃい、パル・パチップ、火華いる、甘噛ぱく、駆空なぎ             |                                               |
| 2025年1月12日（昼）  | Vol.5    | 及川結莉、それ故、謎時よみ、霊守もく、駆空なぎ                                   | ※しろはとこはね・夢望兎らすとが出演キャンセル |
| 2025年1月12日（夜）  | Vol.6    | 西ケ花ののみ、なかば、時音ありす、桜葉ハグ、ぼすけ、寅之宮ぐれ                   |                                               |
| 2025年1月17日（夜）  | Vol.7    | 後世ふゆう、UzuMe、乙撫嶺むい、闇咲とうか、ざざ・ざうる、碧音ステラ              |                                               |
| 2025年2月9日（昼）   | Vol.8    | 麗月鏡華、夕凪季縁、黒亜ネキ、泡音マリィ、速水らいむ、マクロ                     |                                               |
| 2025年2月9日（夜）   | Vol.9    | 四葉メロン、小都世、紫吹まゆ、柊さんた、朔栖まよ、碧葉リア                       |                                               |
| 2025年2月23日（昼）  | Vol.10   | マリア・アムネア、氷猫みう、あおすずあさぎ、燈桜メリア、紫央なのは、矢紅うや     |                                               |
| 2025年2月23日（夜）  | Vol.11   | 小夏みなも、恋兎ましろ、極楽やご、蒼香まみや、水縹アオ                           |                                               |
| 2025年3月9日（昼）   | Vol.12   | まんまる、かわしろみう、はたえじきる。、大河れおん                               |                                               |
| 2025年3月16日（昼）  | Vol.13   | 花見鳥もち、若葉まぁく、冬香花雪那、小花依ある、望田れん                         |                                               |
| 2025年3月29日（昼）  | Vol.14   | 月城美雪、若草きよか、玉響つづり、翠匣タルタ、桃羽ひでまる、ホーリー・ドーナッツ |                                               |
| 2025年3月30日（昼）  | Vol.15   | 縞子、編屋さつき、初凪おもち、それ故、音咲アリン                                 |                                               |
| 2025年4月13日（昼）  | Vol.16   | 木乃芽もん太、夢望兎らすと、和崎あこ、未々花てゆ、響架                           |                                               |
| 2025年4月13日（夜）  | Vol.17   | 赤魔アザト、九娥つばき、駄ゞ田メダ、歌唄リズ                                     |                                               |
| 2025年4月20日（昼）  | Vol.18   | 七海ツナ、紅葉丸、Emera、Rubiana*、花咲アヤメ、鐘輝かう                          |                                               |
| 2025年4月27日（昼）  | Vol.19   | ぴなぽぷり、イオダエム、麗月鏡華、霊守もく、謎時よみ                             |                                               |
| 2025年4月27日（夜）  | Vol.20   | 日向猫めんま、極楽やご、蒼香まみや、水縹アオ、椎名かいね                         |                                               |
| 2025年5月11日（昼）  | Vol.21   | 波兎ちゃい、歌月えん、百軒カナリ、桜葉ハグ、天海ぷらね                           |                                               |
| 2025年5月18日（夜）  | Vol.22   | 三軒しらべ、朝宮いく、花咲すみれ、白雪りんご                                     |                                               |

### FES・台北ライブほか
| 開催日               | タイトル                                                        | 出演者 | 備考                                  |
| -------------------- | --------------------------------------------------------------- | --- | ------------------------------------- |
| 2023年11月19日       | ぶいかふぇ♪FES 2023                                             | MC：南登かなる 茨むあん、乙夏れい、冠城のえる、早乙女あずき、粛正罰丸、白餅だんご、月待にゃも、nah、七海めあり、野村にむ、葉柳ちぐさ、Flare Rune、ポコチーノ、星影ラピス、MiCosmiC★baby、Mirea Sheltzs、柚子花、LUNATIC BEAST、石ころの山田。、卯依れん、小滝らいり、紫乃咲ほのあ、渉海よひら、涼風しとら、月城セシル、春雨ゆに、響ゆい、双葉らいむ、Marcia、桃瀬にな、社ねる、よしか⁂、きつねさん、ロゼ・フルール、犬塚いちご、織姫はるか、Mugei(SODA KIT) | ※オンライン開催フェス第1弾            |
| 2024年5月5日         | ぶいかふぇ♪FES 2024〜GWスペシャル〜                             | スペシャルゲスト：いとうかなこ 南登かなる、赤衣アカメ、海月シェル、冠城のえる、早乙女あずき、白餅だんご、月城アオイ、月城セシル、月待にゃも、天璋院ひめの、都みゆり、nah、七海めあり、春歌みこと、Flare Rune、星影ラピス、魔ノ姫こあく、Mirea Sheltzs、夜想といき、夕月ティア、あまねもも、小純マアメ、七篠さよ、白雪みしろ、猫瀬乃しん、ふぇりしあ、蒼星すい、MUS1CA、神月都                                                                               | ※オンライン開催フェス第2弾            |
| 2024年7月14日（夜）  | ぶいかふぇ♪台北出張3D LIVE！                                    | nah、彷徨鈴、涼風しとら、御神楽すずめ、百瀬ヒバナ、都みゆり、早乙女あずき、白餅だんご | 1周年記念企画第1弾 会場は台北・典空間 |
| 2024年7月20日（昼）  | ぶいかふぇ♪ 1周年記念オンラインLIVE！～コラボSP～               | スペシャルゲスト：飯田里穂、河西智美、AKINO 藍川らいせ、一条みりん 、兎彷魂あみゅ、神楽音緒、冠城のえる、G.I.N、琴音リナ、小日向千虎、早乙女あずき、桜樹きよは、早乙女あずき、桜樹あず、冠城のえる、ミラ・ルプス、Mirea Sheltzs、百瀬ヒバナ | ※オンライン開催ライブ                 |
| 2024年10月26日（昼） | ぶいかふぇ♪台北LIVE！Vol.2                                      | 早乙女あずき、御神楽すずめ、nah、白餅だんご、323、月深ツキ、まゆる、小日向千虎、ミラ・ルプス、マクロ、Mirea Sheltzs、Devilith Violustre | 会場は台北・典空間                    |
| 2024年11月3日（昼）  | Caffeぶいかふぇ♪ Vol.1                                          | リン・ガーネット、藤咲ミア | ※現地のみ                             |
| 2024年11月8日（夜）  | フレフレッ！ぶいかふぇ♪学園～開校SPECIAL～                      | 花野彩晴、詩香よい、宇井葉宙、ミラ・ルプス |                                       |
| 2025年4月30日（昼）  | EXPO 2025 大阪・関西万博 VTuber「ぶいかふぇ♪」アニソンステージ① | 月城セシル、マクロ、Mirea Sheltzs |                                       |
| 2025年4月30日（夕）  | EXPO 2025 大阪・関西万博 VTuber「ぶいかふぇ♪」アニソンステージ② | 鏡愛しゅくり、ユノ・ミハナダ、理原ひなり、キョンシーのCiちゃん |                                       |
| 2025年5月1日（昼）   | EXPO 2025 大阪・関西万博 VTuber「ぶいかふぇ♪」アニソンステージ③ | 燈桜メリア、海月シェル、NEPHLA |                                       |
| 2025年5月1日（夕）   | EXPO 2025 大阪・関西万博 VTuber「ぶいかふぇ♪」アニソンステージ④ | 明堂しろね、翠森アトリ、夕凪季縁、しーせん、一条みりん、神楽音緒 |                                       |
| 2025年5月2日（昼）   | EXPO 2025 大阪・関西万博 VTuber「ぶいかふぇ♪」アニソンステージ⑤ | 白餅だんご、323、天秤ひなみ、魔ノ姫こあく、星影ラピス、百瀬ヒバナ、早乙女あずき |                                       |

### Supported by ぶいかふぇ♪
| 開催日               | タイトル                               | 出演者                   | 備考 |
| -------------------- | -------------------------------------- | ------------------------ | ---- |
| 2024年8月31日（昼）  | 百瀬ヒバナ誕生日記念ファンミーティング | 百瀬ヒバナ、都みゆり     |      |
| 2024年12月14日（夜） | ルナリナ生誕1stワンマンLIVE            | 琴音ルナ、琴音リナ       |      |
| 2025年2月22日（昼）  | #モモセラ ツーマンライブ！             | 百瀬ヒバナ、アルバ・セラ |      |